# Габдрахманов, Бари Галеевич
Бари Галеевич Габдрахманов (тат. Бари Гали улы Габдрахманов; 25 мая 1912, Карамышево, Казанская губерния — 23 января 1944, Грузское, Кировоградская область) — наводчик орудия 233-го гвардейского артиллерийского полка 95-й гвардейской стрелковой дивизии 5-й гвардейской армии 2-го Украинского фронта, Герой Советского Союза

## Биография
Родился 25 мая 1912 года в деревне Карамышево (ныне Черемшанский район Татарстана) в семье крестьянина.
После окончания начальной школы работал в Донбассе, Москве, Перми.
На фронте Великой Отечественной войны с октября 1941 года. Воевал на 2-м Украинском фронте.
15 января 1944 года в бою в районе села Грузское Кировоградской области при отражении контратаки фашистов подбил танк, два штурмовых орудия и уничтожил два пулемёта. Оставшись вдвоём с заряжающим, вёл огонь до последнего снаряда, а затем из автомата продолжал уничтожать гитлеровцев. В бою гвардии был смертельно ранен и 23 января умер. Похоронен в Кировограде в Пантеоне Вечной Славы.
Звание Героя Советского Союза присвоено посмертно 13 сентября 1944 года за проявленные в бою мужество и героизм.

## Награды
Награждён орденами Ленина, орденами Красной Звезды, Славы 3-й степени, медалями.

## Память
Именем Бари Галеевича Габдрахманова названа улица в Кировограде. На памятной стеле в Пантеоне Вечной Славы города Кировограда, выбито его имя. Также в честь него названа школа в селе Карамышево.